# Polypogon adscendens
Polypogon adscendens là một loài thực vật có hoa trong họ Hòa thảo. Loài này được Guss. miêu tả khoa học đầu tiên năm 1836.